# Munkaerő-tartalékok Hivatala
A Munkaerő-tartalékok Hivatala (MTH) Magyarországön 1950 és 1956 között működött ipari és kereskedelmi tanulók oktatására létrehozott állam hivatal volt.

## Története
A 8/1950. (I. 8.) MT (minisztertanácsi) rendelet a Munkaerőtartalékok Hivatala szervezéséről (közigazgatási rendszám: 3.902.) hozta létre, a következőképpen:

„1. § (1) Az Országos Munkaerő-gazdálkodási Hivatal a jelen rendelet hatálybalépésével Munkaerő-tartalékok Hivatalává (továbbiakban MTH) alakul át.
(2) Az MTH feladata az, hogy a magyar népgazdaság részére iparos- és kereskedőtanuló-képzés útján a szükséges szakmunkaerőket biztosítsa. 
2. § (1) Az 1. § (2) bekezdésében meghatározott feladatkör ellátása érdekében az MTH hatáskörébe tartozik:
a) az iparos- és kereskedőtanuló-iskolák, tanműhelyek és tanulóotthonok fenntartása, működésük irányítása és ellenőrzése,
b) az iparos- és kereskedőtanulók vállalati (üzemi) oktatásra vonatkozó gyakorlati módszer kidolgozása és a gyakorlati oktatás ellenőrzése,
c) az Országos Tervhivatal által kidolgozott és a Népgazdasági Tanács által jóváhagyott beiskolázási terv végrehajtásának ellenőrzése,
d) az iparos- és kereskedőtanulókról szóló 1949. IV. törvényben és az annak végrehajtását célzó jogszabályokban a munkaerő-gazdálkodási hatóságra vagy az Országos Munkaerő-gazdálkodási Hivatalra bízott tennivalók ellátása.
(2) A Népgazdasági Tanács állapítja meg, hogy az MTH a meglévő iparos- és kereskedőtanuló-iskolák, tanműhelyek és tanulóotthonok fenntartását, működésük irányítását és ellenőrzését milyen ütemben veszi át.
(3) Az általános munkaközvetítést, valamint a tanulóközvetítést további rendelkezésig az MTH látja el.
(4) Ahol a jogszabályok az Országos Munkaerő-gazdálkodási Hivatalt említik, helyette az MTH-t kell érteni.
3. § (1) Az MTH a Népgazdasági Tanács felügyelete alatt áll; szervezeti szabályzatát a Népgazdasági Tanács állapítja meg.
(2) Az MTH működésével felmerülő személyi és dologi kiadásokat a Népgazdasági Tanács költségvetésében kell előirányozni.
4. § (1) Az MTH élén elnök áll. Az elnököt a minisztertanács javaslata alapján a Népköztársaság Elnöki Tanácsa nevezi ki. Az elnöknek az MTH költségvetése keretében utalványozási joga van.
(2) Az elnök tennivalóit akadályoztatása esetén az elnökhelyettes látja el. Az elnökhelyettes az elnök által átruházott jogkörbe jár el. Az elnökhelyettest a Népgazdasági Tanács elnökének javaslata alapján a minisztertanács nevezi ki.
(3) Az MTH személyzetét az elnök alkalmazása. Az Országos munkaerő-gazdálkodási Hivatal alkalmazottai a jelen rendelet erejénél fogva az MTH alkalmazottaivá válnak.
5. § (1) Az MTH - feladatának ellátása céljából - a Népgazdasági Tanács hozzájárulásával területi szakoktatási főigazgatóságokat szervezhet.
(2) A szakoktatási főigazgatóságok szervezetére és működésére vonatkozó szabályokat a Népgazdasági Tanács állapítja meg.
6. § A jelen rendelet hatálybalépésével az állami, valamint az állami érdekeltségű vállalatok munkavállalói elbocsátásának és alkalmazásának ideiglenes szabályozása tárgyában kibocsátott 3950/1948. (IV. 6.) Korm. rendelet, az ennek kiegészítése, illetőleg végrehajtása tárgyában kibocsátott 8730/1948. (IX. 12.) Korm. rendelet, a 9010/1948. (IX. 1.) Korm. rendelet és 2571/1948. (IV. 6.) ÉKM rendeletek, a munkaerő-gazdálkodás központi irányítása tárgyában kibocsátott 12400/1948. (XII. 11.) Korm. rendelet, valamint a közérdekű munkakötelezettség szabályozásáról szóló 7000/1945. (VIII. 18.) ME rendelet hatályát veszti.
Dobi István s. k.
minisztertanács elnöke
”

A hivatal 1956-ig működött, 1957-ben a Munkaügyi Minisztérium Szakoktatási Főosztálya vette át szerepkörét.